# I Want a New Drug
«I Want a New Drug» es una canción de la banda de rock estadounidense Huey Lewis and the News lanzado en enero de 1984 como segundo sencillo  de su tercer álbum Sports.
En Estados Unidos alcanzó el número seis en el Billboard Hot 100 y encabezó la lista Dance Club Play. En Canadá llegó al número ocho de la lista RPM Top Singles y en Nueva Zelanda alcanzó el puesto diez. 

## Información de la canción
Según Lewis, escribió la canción en solo unos minutos. Condujo hasta la oficina de su abogado y le dijo: "¿Bob, ¿tienes bolígrafo y lápiz?' Escribí la mayor parte de la canción". Es una canción de amor, y el significado de la palabra "droga" en la canción fue deliberadamente abierto. Todo el significado de 'I Want a New Drug" es que las drogas no son parte de la vida. Son simplemente superficiales. Lewis creía que la definición de amor estaba muy abierta a la interpretación dependiendo del oyente.

## Vídeo musical
El video se hace eco del origen de la canción, con Lewis despertándose tarde, recordando que tiene un concierto esa noche, y corriendo por San Francisco usando su convertible amarillo, toma un helicóptero para llegar al concierto a tiempo, avistando a una mujer dos veces en su camino y encontrándola en la primera fila del concierto. La mujer es la actriz Signy Coleman. Según Lewis, una de las razones por las que la banda acordó hacer el video musical fue para evitar una traducción literal de la canción y su letra.

## Disputas por plagio
Cuando se estrenó el tema principal de la película de 1984 Los cazafantasmas, Huey Lewis demandó a Ray Parker Jr. y Columbia Pictures por infracción de derechos de autor, alegando que Parker había robado la melodía de "I Want a New Drug". Las tres partes llegaron a un acuerdo extrajudicial. Los detalles del acuerdo (específicamente, que Columbia le pagó a Lewis un acuerdo) fueron confidenciales hasta 2001, cuando Lewis comentó sobre el pago en un episodio de Behind the Music de VH1. Posteriormente, Parker demandó a Lewis por violar la confidencialidad.

## Lista de canciones
sencillo 7" (Chrysalis / CHS 2776)
1. "I Want a New Drug" – 3:29
2. "Finally Found a Home" – 3:48

maxi 12" (Chrysalis / CS 42779)
1. "I Want a New Drug" (Dance Mix) – 5:32
2. "I Want a New Drug" (Instrumental) – 4:30

## Posicionamiento en listas
| Lista (1984)                                   | Máxima posición |
| ---------------------------------------------- | --------------- |
| Alemania (Offizielle Deutsche Charts)          | 27              |
| Australia (Kent Music Report)                  | 27              |
| Canadá (CHUM)                                  | 8               |
| Canadá (RPM Top Singles)                       | 6               |
| Estados Unidos (Billboard Hot 100)             | 6               |
| Estados Unidos ( Billboard Dance/Disco Top 80) | 1               |
| Estados Unidos (Billboard Top Tracks)          | 7               |
| Estados Unidos (Cash Box)                      | 5               |
| Nueva Zelanda (Recorded Music NZ)              | 10              |
| Paraguay (UPI)                                 | 2               |